# Irish Open 1999
Die Irish Open 1999 im Badminton fanden vom 9. bis zum 12. Dezember 1999 in Dublin statt.

## Medaillengewinner
| Disziplin    | Gold                          | Silber                            | Bronze                           |
| ------------ | ----------------------------- | --------------------------------- | -------------------------------- |
| Herreneinzel | Peter Knowles                 | Darren Hall                       | Pontus Jäntti                    |
| Herreneinzel | Peter Knowles                 | Darren Hall                       | Ruud Kuijten                     |
| Dameneinzel  | Miho Tanaka                   | Anu Weckström                     | Elodie Eymard                    |
| Dameneinzel  | Miho Tanaka                   | Anu Weckström                     | Maja Pohar                       |
| Herrendoppel | James Anderson Graham Hurrell | Anthony Clark Paul Trueman        | Lee Clapham Michael Scholes      |
| Herrendoppel | James Anderson Graham Hurrell | Anthony Clark Paul Trueman        | Patrick Boonen David Vandewinkel |
| Damendoppel  | Naomi Murakami Hiromi Yamada  | Irina Ruslyakova Marina Yakusheva | Anna Larchenko Julia Martynenko  |
| Damendoppel  | Naomi Murakami Hiromi Yamada  | Irina Ruslyakova Marina Yakusheva | Elodie Eymard Christelle Szynal  |
| Mixed        | Anthony Clark Lorraine Cole   | Ruud Kuijten Manon Albinus        | Peter Jeffrey Tracey Hallam      |
| Mixed        | Anthony Clark Lorraine Cole   | Ruud Kuijten Manon Albinus        | Andrej Pohar Maja Pohar          |